# Syphon Filter
Syphon Filter é uma série de jogos eletrônicos de tiro em terceira pessoa publicado pela Sony Computer Entertainment e desenvolvido pela Sony Bend (anteriormente Eidetic), que tem aparecido nas plataformas PlayStation, PlayStation 2 e PlayStation Portable. Na série, Syphon Filter é o nome dado a misteriosa arma viral. 

## Série

### Syphon Filter
Lançado em 1999 é o primeiro jogo da série Syphon Filter. Lida com subseqüentes traições e conspirações em torno de Erich Rhoemer.

### Syphon Filter 2
Lançado em 2000 é uma sequência direta do primeiro Syphon Filter. Continuando com Gabriel Logan do primeiro jogo.

### Syphon Filter 3
O terceiro jogo da série e é uma sequência direta de Syphon Filter 2. Foi liberado em 2001, e foi um dos jogos lançados no PS1, em vez do PS2, que se tornou comum no período deste ano. 

### Syphon Filter: The Omega Strain
Lançado em 4 de maio de 2004 (América do Norte) e alguns meses depois na Europa, foi o primeiro game da série Syphon Filter a ser divulgado para Playstation 2. Em vez de jogar com Gabriel Logan, a partir do exílio do agente da Agência Secreta, os jogadores irão criar o seu próprio personagem, que é um novo recruta para a Agência.

### Syphon Filter: Dark Mirror
Lançado em 14 de março de 2006 (Estados Unidos) e 6 de outubro de 2006 (Europa) para o PlayStation Portable e depois para o Playstation 2, Syphon Filter: Dark Mirror tira proveito de uma série de sistemas de capacidades, incluindo o jogo de compartilhar e o de multiplayer online . O jogo está a ser considerado pelo GameSpy, "possivelmente o melhor jogo lançado para o PSP ." A mesma versão foi liberada para o PS2 e foi lançado em 18 de setembro de 2007 na América do Norte, com as versões européias e australianas lançadas no dia 2 de novembro do mesmo ano.

### Syphon Filter: Logan's Shadow
Lançado em 2 de outubro de 2007 na América do Norte, o jogo inicia com Gabriel Logan verificando e pesquisando Lian Xing, que pode estar em perigo, ou um ser agente duplo. Agora, Gabe deve procurar o globo para ela, mas com um funcionário governamental, Robert Cordell, encerrando o IPCA no âmbito poderes presidenciais,e Logan nos olhos de um assassino, esta talvez seja a sua maior missão.

### Syphon Filter: Combat Ops
Lançado no final de 2007, logo após Logan's Shadow (em que uma demo do Combat Ops foi incluída), foi lançado como um único jogo on-line, caracterizando um inovador editor de mapas onde você é capaz de criar os seus próprios layouts , armas, granadas, barris e objetos de seu mapa, o nome e depois carregá-lo para que outros possam reproduzi-lo. O jogo foi lançado como um download na PlayStation Store e se tornou disponível para download a partir do PS3 Store algumas semanas mais tarde.